# مورغان ويد
مورغان ويد (بالإنجليزية: Morgan Wade)‏ هو دراج أمريكي، ولد في 13 يوليو 1983 في تايلر في الولايات المتحدة.

## روابط خارجية
- مورغان ويد على موقع ألعاب إكس (مؤرشف) (الإنجليزية)